# Кигома (регион)
Кигома е един от 26-те региона на Танзания. Разположен е в западната част на страната и граничи с Демократична република Конго, като границата минава през езерото Танганика. Площта на региона е 37 037 км². Населението му е 2 127 930 жители (по преброяване от август 2012 г.). Столица на региона е град Кигома.
В региона, на 52 км2 е разположен най-малкият национален парк в Танзания Гомбе Стрийм. Също тук, на брега на езерото Танганика, се намира планината Махале, която е обявена за национален парк, заедно с принадлежащите ѝ територии. Националният парк Планина Махале заема площ от 1613 км2.

## Окръзи
Регион Кигома е разделен на 4 окръга: Кигома - градски, Кигома - селски, Кибондо и Касулу.